# Jerzy Nikitorowicz
Jerzy Nikitorowicz (ur. 19 sierpnia 1951 w Mielniku) – polski pedagog, profesor nauk humanistycznych, w latach 2005–2012 rektor Uniwersytetu w Białymstoku.

## Życiorys
W 1975 ukończył studia pedagogiczne na Wydziale Filozoficzno-Historycznym Uniwersytetu im. Adama Mickiewicza w Poznaniu. Doktoryzował się w 1983 na Wydziale Pedagogicznym Uniwersytetu Warszawskiego. Habilitował się na UAM w 1993 w oparciu o dorobek naukowy i rozprawę zatytułowaną Socjalizacja i wychowanie w zróżnicowanych wyznaniowo i etycznie rodzinach Białostocczyzny. W 2001 otrzymał tytuł profesora nauk humanistycznych.
Od 1987 zawodowo związany z Filią Uniwersytetu Warszawskiego w Białymstoku, od 1997 na UwB, na którym w 2005 doszedł do stanowiska profesora zwyczajnego. Był kierownikiem Zakładu Edukacji Międzykulturowej, następnie objął funkcję kierownika Katedry Edukacji Międzykulturowej. Zajmował stanowisko dziekana Wydziału Pedagogiki i Psychologii, a w latach 2005–2012 rektora uniwersytetu. Związany był również z Katedrą Podstawowych Problemów Wychowania Wydziału Teologicznego Chrześcijańskiej Akademii Teologicznej w Warszawie.
Członek Polskiego Towarzystwa Pedagogicznego, International Academy of National Minorites Research, sekretarz Komitetu Nauk Pedagogicznych Polskiej Akademii Nauk, członek ciał redakcyjnych i programowych periodyków „The Educational Review”, „Pogranicze. Studia Społeczne”, „Europejczycy”, a także rady Fundacji Uniwersytetu w Białymstoku.

## Odznaczenia
W 2009, za wybitne zasługi w propagowaniu wiedzy o wspólnym dziedzictwie historycznym narodów tworzących Rzeczpospolitą Obojga Narodów, został odznaczony Krzyżem Oficerskim Orderu Odrodzenia Polski. Wyróżniony również Srebrnym (1997) i Złotym (2004) Krzyżem Zasługi.

## Wybrane publikacje
Monografie
- Udział dziecka w organizowaniu życia rodzinnego, Instytut Wydawniczy Związków Zawodowych, Warszawa 1987.
- Uczeń w sytuacjach szkolno-domowych, Wyd. Uniwersytetu Warszawskiego Filii w Białymstoku, Białystok 1990.
- Socjalizacja i wychowanie w zróżnicowanych wyznaniowo i etnicznie rodzinach Białostocczyzny, Wyd. Uniwersytetu Warszawskiego Filii w Białymstoku, Białystok 1992.
- Pogranicze. Tożsamość. Edukacja międzykulturowa, Wyd. Uniwersyteckie Trans Humana, Białystok 1995.
- Młodzież pogranicza kulturowego Polski, Białorusi, Ukrainy wobec integracji europejskiej, Wyd. Uniwersyteckie Trans Humana, Białystok 2000.
- Kreowanie tożsamości dziecka, Gdańskie Wydawnictwo Psychologiczne, Gdańsk 2005.
- Edukacja regionalna i międzykulturowa, seria „Pedagogika wobec współczesności”, Wyd. Akademickie i Profesjonalne, Warszawa 2009.
- Grupy etniczne w wielokulturowym świecie, Gdańskie Wydawnictwo Psychologiczne, Sopot 2010
- Etnopedagogika w kontekście wielokulturowości i ustawicznie kształtującej się tożsamości, „Impuls”, Kraków 2017.

Redakcja i współredakcja
- Działalność profilaktyczna i resocjalizacyjna sądów rodzinnych (w świetle nowej ustawy dla nieletnich), Wyd. Uniwersytetu Warszawskiego Filii w Białymstoku, Białystok 1990.
- Edukacja międzykulturowa. W kręgu potrzeb, oczekiwań i stereotypów, Wyd. Uniwersyteckie Trans Humana, Białystok 1995.
- Rodzina wobec wyzwań edukacji międzykulturowej, Wyd. Uniwersyteckie Trans Humana, Białystok 1997.
- Edukacja międzykulturowa w wymiarze instytucjonalnym, Wyd. Uniwersyteckie Trans Humana, Białystok 1999.
- Potencjał społeczno-kulturowy polskich pograniczy, Wyd. Uniwersytetu Opolskiego, Opole 2001.
- Plany i zamierzenia młodzieży na polskich pograniczach, Wyd. Uniwersytetu Opolskiego, Opole 2001.